# Придел Богоматери Болгар
Придел Богоматери Болгар (итал. Chiesa di Santa Maria dei Bulgari) — университетская часовня Болонского университета, расположенная в центре города и на территории университетского городка.
Название этой церкви впервые встречается в реестре болонских церквей в 1200 году. Своим происхождением оно обязано имени крупного итальянского юриста XII века Бульгаро.
В XVI веке часовню украсили фрески работы Бартоломео Чези и алтарь, сделанный Денисом Калвертом. Фрески значительно пострадали в 1944 году в результате авианалёта.

## Примечание
1. ↑  Atanas Bozhkov. Bulgarian Contributions to European Civilization. — Bulvest 2000, 1994. — P. 137.